# Operophtera boreata
Operophtera boreata är en fjärilsart som beskrevs av Hubner sensu Packard 1876. Operophtera boreata ingår i släktet Operophtera och familjen mätare. Inga underarter finns listade i Catalogue of Life.